# Кожухов (Требишів)
Кожухов (словац. Kožuchov) — село в окрузі Требишів Кошицького краю Словаччини. Площа села 5,87 км². Станом на 31 грудня 2016 року в селі проживало 209 жителів.

## Історія
Перші згадки про село датуються 1330 роком.

## Населення
| Рік:            | 1994. | 2004.   | 2014.    | 2024.    |
| --------------- | ----- | ------- | -------- | -------- |
| Кількість осіб: | 231   | 236     | 203      | 171      |
| Різниця:        |       | +2,16 % | -13,98 % | -15,76 % |

| Рік:            | 2023. | 2024.   |
| --------------- | ----- | ------- |
| Кількість осіб: | 173   | 171     |
| Різниця:        |       | -1,15 % |